# Nagari Koto Malintang
Nagari Koto Malintang is een bestuurslaag in het regentschap Agam van de provincie West-Sumatra, Indonesië. Nagari Koto Malintang telt 3579 inwoners (volkstelling 2010).